# Rugby-Union-Südamerikameisterschaft 1973
Die Rugby-Union-Südamerikameisterschaft 1973 (spanisch Sudamericano de Rugby 1973) war die achte Ausgabe der südamerikanischen Kontinentalmeisterschaft in der Sportart Rugby Union. Sie fand 1973 in Brasilien statt und wurde von der Confederação Brasileira de Rugby organisiert. Teilnehmer waren die Nationalmannschaften von Argentinien, Brasilien, Chile, Paraguay und Uruguay. Austragungsort war das Vereinsgelände des São Paulo Athletic Club in São Paulo. Den Titel gewann zum achten Mal Argentinien.

## Tabelle
Für einen Sieg gab es zwei Punkte, für ein Unentschieden einen Punkt, bei einer Niederlage null Punkte.
|    | Land        | Spiele | Siege | Unent. | Ndlg. | Spiel- punkte | Diff. | Tabellen- punkte |
| -- | ----------- | ------ | ----- | ------ | ----- | ------------- | ----- | ---------------- |
| 1. | Argentinien | 4      | 4     | 0      | 0     | 309:6         | + 303 | 8                |
| 2. | Uruguay     | 4      | 3     | 0      | 1     | 60:80         | − 20  | 6                |
| 3. | Chile       | 4      | 2     | 0      | 2     | 62:79         | − 17  | 4                |
| 4. | Brasilien   | 4      | 1     | 0      | 3     | 31:137        | − 106 | 2                |
| 5. | Paraguay    | 4      | 0     | 0      | 4     | 18:178        | − 160 | 0                |

## Ergebnisse
Punktesystem: 4 Punkte für einen Versuch, 2 Punkte für eine Erhöhung, 3 Punkte für einen Straftritt, 3 Punkte für ein Dropgoal, 3 Punkte für ein Goal from mark
| 13. Oktober 1973 | Brasilien                                                           | 22 : 3        | Paraguay          | São Paulo Athletic Club, São Paulo |
| 13. Oktober 1973 | Versuche: Bennett Bishop Hoffmann McFarlane Erhöhungen: Guilbon (3) | (0:3) Bericht | Straftritte: Burt | São Paulo Athletic Club, São Paulo |

| 14. Oktober 1973 | Argentinien | 98 : 3         | Paraguay          | São Paulo Athletic Club, São Paulo Schiedsrichter: Alberto Jory (Chile) |
| 14. Oktober 1973 | Versuche: Altberg Carracedo Fariello (2) Gradín (3) Matarazzo (3) Morgan (6) Rodríguez (2) Erhöhungen: Morgan (13) | (42:3) Bericht | Straftritte: Burt | São Paulo Athletic Club, São Paulo Schiedsrichter: Alberto Jory (Chile) |

| 14. Oktober 1973 | Chile                                                    | 10 : 13       | Uruguay                                                       | São Paulo Athletic Club, São Paulo Schiedsrichter: Robin Muir |
| 14. Oktober 1973 | Versuche: Mascaro Straftritte: Cabrera Dropgoals: Hurley | (0:7) Bericht | Versuche: Behrens Straftritte: Zerbino (2) Dropgoals: Iturria | São Paulo Athletic Club, São Paulo Schiedsrichter: Robin Muir |

| 16. Oktober 1973 | Argentinien | 55 : 0         | Uruguay | São Paulo Athletic Club, São Paulo Schiedsrichter: Roger Budden (Brasilien) |
| 16. Oktober 1973 | Versuche: Carracedo Harris-Smith Matarazzo Morgan (3) Porta Sanz (2) Erhöhungen: Morgan (5) Straftritte: Morgan (3) | (23:0) Bericht |         | São Paulo Athletic Club, São Paulo Schiedsrichter: Roger Budden (Brasilien) |

| 16. Oktober 1973 | Brasilien            | 3 : 22        | Chile                                                                             | São Paulo Athletic Club, São Paulo |
| 16. Oktober 1973 | Straftritte: Guilbon | (0:9) Bericht | Versuche: Cooper Quigley Riofrio Erhöhungen: Marsano (2) Straftritte: Marsano (2) | São Paulo Athletic Club, São Paulo |

| 18. Oktober 1973 | Brasilien                 | 6 : 16        | Uruguay                                                                      | São Paulo Athletic Club, São Paulo Schiedsrichter: Alberto Jory (Chile) |
| 18. Oktober 1973 | Straftritte: B. Smith (2) | (3:4) Bericht | Versuche: M. Smith Strafversuch Erhöhungen: Zerbino Straftritte: Behrens (2) | São Paulo Athletic Club, São Paulo Schiedsrichter: Alberto Jory (Chile) |

| 18. Oktober 1973 | Chile                                                                                     | 27 : 3         | Paraguay          | São Paulo Athletic Club, São Paulo |
| 18. Oktober 1973 | Versuche: Hurley Mackenna Mascaró Sopeti Valech Erhöhungen: Marsano (2) Dropgoals: Cooper | (14:3) Bericht | Straftritte: Burt | São Paulo Athletic Club, São Paulo |

| 20. Oktober 1973 | Paraguay                                                | 9 : 31        | Uruguay                                                                                               | São Paulo Athletic Club, São Paulo Schiedsrichter: Eduardo Nino (Argentinien) |
| 20. Oktober 1973 | Versuche: Alegre Erhöhungen: Artaza Straftritte: Artaza | (9:9) Bericht | Versuche: Diab Ocretich G. Zerbino (2) Erhöhungen: Behrens (2) J. Zerbino Straftritte: J. Zerbino (3) | São Paulo Athletic Club, São Paulo Schiedsrichter: Eduardo Nino (Argentinien) |

| 20. Oktober 1973 | Brasilien | 0 : 96  | Argentinien | São Paulo Athletic Club, São Paulo Schiedsrichter: Alberto Jory (Chile) |
| 20. Oktober 1973 |           | Bericht | Versuche: Bottarini Carracedo Etchegaray Insua Miguens Pérez (3) Porta (2) Sanz (3) Travaglini (2) Walther (3) Erhöhungen: Morgan (2) Porta (7) Straftritte: Porta Dropgoals: Rodríguez | São Paulo Athletic Club, São Paulo Schiedsrichter: Alberto Jory (Chile) |

| 21. Oktober 1973 | Argentinien | 60 : 3         | Chile                | São Paulo Athletic Club, São Paulo Schiedsrichter: Nigel Davies (Wales) |
| 21. Oktober 1973 | Versuche: Carracedo Casas Morgan Rodríguez (2) Sanz Travaglini (2) Virasoro Erhöhungen: Morgan (6) Straftritte: Morgan (4) | (23:0) Bericht | Straftritte: Marsano | São Paulo Athletic Club, São Paulo Schiedsrichter: Nigel Davies (Wales) |